# The Adventures of Kesha and Macklemore
The Adventures of Kesha and Macklemore è un tour della cantante e del rapper statunitensi Kesha e Macklemore, a supporto dei loro rispettivamente terzo e quarto album in studio Rainbow e Gemini (2017). 
Ha avuto inizio a Phoenix il 6 giugno 2018 e si è concluso, dopo 30 spettacoli in Nord America, a Tampa il 5 agosto dello stesso anno.

## Scaletta
La scaletta è relativa alla data di Kansas City del 26 giugno 2018, e non rappresenta quella di tutte le date del tour.
Kesha
1. Woman
2. Boogie Feet
3. We R Who We R
4. Good Old Days
5. Bastards
6. Jolene
7. Timber
8. Die Young
9. Your Love Is My Drug
10. Take It Off
11. Blow
12. Praying
13. Tik Tok

Macklemore
1. Ain't Gonna Die Tonight
2. Thrift Shop
3. White Walls
4. Same Love
5. Otherside
6. Willy Wonka
7. Dance Off
8. Can't Hold Us
9. Downtown
10. Glorious

## Date
| Date           | Città            | Paese        | Luogo                                |
| Nord America   | Nord America     | Nord America | Nord America                         |
| -------------- | ---------------- | ------------ | ------------------------------------ |
| 6 giugno 2018  | Phoenix          | Stati Uniti  | Ak-Chin Pavilion                     |
| 8 giugno 2018  | Inglewood        | Stati Uniti  | The Forum                            |
| 9 giugno 2018  | Las Vegas        | Stati Uniti  | Mandalay Bay Events Center           |
| 12 giugno 2018 | Chula Vista      | Stati Uniti  | Mattress Firm Amphitheatre           |
| 14 giugno 2018 | Mountain View    | Stati Uniti  | Shoreline Amphitheatre               |
| 16 giugno 2018 | West Valley City | Stati Uniti  | USANA Amphitheatre                   |
| 17 giugno 2018 | Denver           | Stati Uniti  | Pepsi Center                         |
| 20 giugno 2018 | Dallas           | Stati Uniti  | Dos Equis Pavilion                   |
| 22 giugno 2018 | Austin           | Stati Uniti  | Austin360 Amphitheatre               |
| 23 giugno 2018 | The Woodlands    | Stati Uniti  | Cynthia Woods Mitchell Pavilion      |
| 25 giugno 2018 | Rogers           | Stati Uniti  | Walmart Arkansas Music Pavilion      |
| 26 giugno 2018 | Kansas City      | Stati Uniti  | Sprint Center                        |
| 10 luglio 2018 | Maryland Heights | Stati Uniti  | Hollywood Casino Amphitheatre        |
| 11 luglio 2018 | Cincinnati       | Stati Uniti  | Riverbend Music Center               |
| 13 luglio 2018 | Nashville        | Stati Uniti  | Bridgestone Arena                    |
| 14 luglio 2018 | Tinley Park      | Stati Uniti  | Hollywood Casino Amphitheatre        |
| 16 luglio 2018 | Toronto          | Canada       | Budweiser Stage                      |
| 18 luglio 2018 | Clarkston        | Stati Uniti  | DTE Energy Music Theatre             |
| 19 luglio 2018 | Noblesville      | Stati Uniti  | Ruoff Home Mortgage Music Center     |
| 21 luglio 2018 | Hershey          | Stati Uniti  | Hersheypark Stadium                  |
| 22 luglio 2018 | Darien           | Stati Uniti  | Darien Lake Performing Arts Center   |
| 24 luglio 2018 | Mansfield        | Stati Uniti  | Xfinity Center                       |
| 25 luglio 2018 | Camden           | Stati Uniti  | BB&T Pavilion                        |
| 27 luglio 2018 | Holmdel          | Stati Uniti  | PNC Bank Arts Center                 |
| 28 luglio 2018 | Bristow          | Stati Uniti  | Jiffy Lube Live                      |
| 30 luglio 2018 | Wantagh          | Stati Uniti  | Jones Beach Theater                  |
| 1º agosto 2018 | Charlotte        | Stati Uniti  | PNC Music Pavilion                   |
| 2 agosto 2018  | Atlanta          | Stati Uniti  | Cellaris Amphitheatre at Lakewwod    |
| 4 agosto 2018  | Miami            | Stati Uniti  | American Airlines Arena              |
| 5 agosto 2018  | Tampa            | Stati Uniti  | MidFlorida Credit Union Amphitheatre |